# Rodrigo Duterte

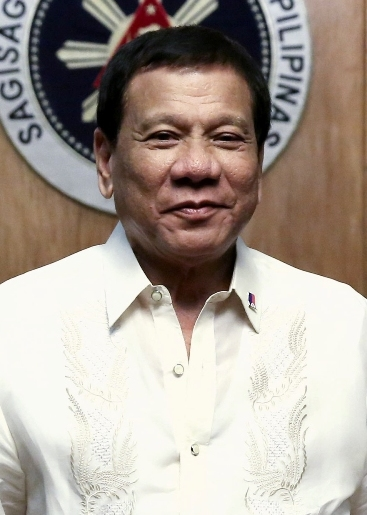
Rodrigo Duterte (2019)

Rodrigo „Rody“ Roa Duterte (* 28. März 1945 in Maasin City, Leyte) ist ein philippinischer Politiker.
Von Juni 2016 bis Juni 2022 war er Präsident der Philippinen. Von 1988 bis 1998, von 2001 bis 2010 und erneut ab 2013 war er Bürgermeister der Millionenstadt Davao City auf Mindanao. Er gewann als Kandidat der Demokratischen Partei der Philippinen – Macht des Volkes (Partido Demokratiko Pilipino – Lakas ng Bayan, PDP-Laban) die Präsidentschaftswahl im Mai 2016. Seit 2018 laufen gegen ihn Ermittlungen am Internationalen Strafgerichtshof in Den Haag wegen Verbrechen gegen die Menschlichkeit. Im März 2025 wurde Duterte in Manila aufgrund eines internationalen Haftbefehls von den philippinischen Behörden festgenommen und nach Den Haag gebracht.

## Ausbildung und Anfänge als Staatsanwalt
Duterte schloss 1956 die Grundschulausbildung ab. Seine Sekundarschulausbildung schloss er in der High-School-Abteilung des Holy Cross College of Digos (heute Cor Jesu College) in Digos, Provinz Davao, ab, nachdem er zweimal von früheren Schulen verwiesen worden war. Sein Studium schloss er 1968 mit einem Bachelor of Arts in Politikwissenschaft am Lyceum of the Philippines in Manila ab.
1972 erwarb er einen Abschluss in Rechtswissenschaften am San Beda College of Law. Im selben Jahr legte er die Anwaltsprüfung ab. Duterte wurde schließlich von 1977 bis 1979 Sonderermittler bei der Staatsanwaltschaft der Stadt Davao, von 1979 bis 1981 vierter stellvertretender Staatsanwalt bei der Stadt, von 1981 bis 1983 dritter stellvertretender Staatsanwalt und von 1983 bis 1986 zweiter stellvertretender Staatsanwalt.

## Bürgermeister von Davao City

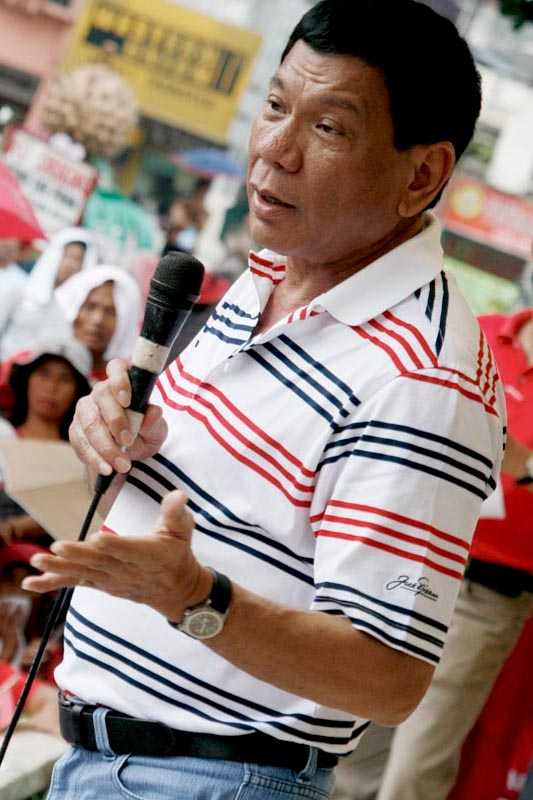
Duterte auf einer Kundgebung im Jahr 2009

Nach dem Sturz des Marcos-Regimes im Jahr 1986 wurde Duterte – nachdem seine Mutter auf das Amt verzichtet hatte – von der neuen Regierung unter Corazon Aquino zum Vizebürgermeister der Stadt Davao City ernannt. Bei den folgenden Wahlen 1988 wurde er als Bürgermeister der Stadt gewählt und 1992 sowie 1995 wiedergewählt. Vor dem Hintergrund der Hinrichtung des philippinischen Dienstmädchens Flor Contemplacion 1995 in Singapur zündete Duterte eine singapurische Flagge an. Im Jahre 1998 kandidierte er für ein Abgeordnetenmandat im philippinischen Repräsentantenhaus und gewann die Wahl. Er vertrat den Wahlkreis Nummer 1 von Davao City – die Stadt ist in drei Wahlkreise eingeteilt. Seine Amtszeit als Abgeordneter dauerte von 1998 bis 2001. Laut eigener Aussage langweilte ihn die Parlamentsarbeit. Er wurde 2001, 2004 und 2007 wiedergewählt. Die Bürgermeisterwahl im Jahr 2010 gewann – mit Unterstützung Dutertes – seine Tochter Sara Duterte-Carpio, die ihn damit in diesem Amt am 28. Juni 2010 ablöste. Rodrigo Duterte selbst wurde zum Vizebürgermeister gewählt. Im Mai 2013 wurde er erneut zum Bürgermeister und sein Sohn Paolo zum Vizebürgermeister gewählt.
Dutertes Anhänger schreiben seiner Amtsführung als Bürgermeister die Eindämmung der Kriminalität und Schaffung von Ordnung zu, was sie als großen Erfolg ansehen. Duterte führte in Davao City die zentrale Notrufnummer „911“ ein. Die Stadt gilt als außergewöhnlich sauber, Tempolimits und die Gurtpflicht werden im Unterschied zu anderen Teilen der Philippinen strikt befolgt, Jugendliche haben nachts Ausgangssperre. In weiten Teilen gilt ein Rauchverbot. Duterte zwang einmal einen Touristen, der dies nicht befolgte, seine Zigarettenkippe herunterzuschlucken. Zur Bekämpfung der Kriminalität soll sich Duterte aber auch paramilitärischer Trupps – sogenannter Todesschwadronen – bedient haben, die über 1000 extralegale Hinrichtungen vorgenommen haben sollen. Unter den Opfern waren Amnesty International zufolge vorwiegend jugendliche Gangmitglieder aus ärmeren Stadtteilen und kleinkriminelle Straßenkinder, aber auch Mitglieder der linken Oppositionspartei Akbayan. Einem Bericht des UN-Menschenrechtsrats aus dem Jahr 2009 zufolge unternahm Duterte zumindest nichts gegen diese Tötungen und äußerte sich öffentlich sogar positiv über sie. Das Magazin Time belegte ihn in einem Artikel aus dem Jahr 2002 mit dem Beinamen The Punisher. Laut eigenen Angaben tötete er persönlich mindestens drei Menschen und prahlte anschließend mit den Morden. Laut eigener Aussage soll er es auf eine Eskalation angelegt haben. Zudem sagte der Auftragsmörder Edgar Matobato, der laut eigenen Angaben auch Aufträge für Duterte ausgeführt hatte, aus, dieser habe persönlich einen Beamten der Nationalen Ermittlungsbehörde erschossen.
Des Weiteren setzte sich Duterte für LGBT-Rechte ein. Er erließ 2012 eine Anti-Diskriminierungs-Verordnung, die die Benachteiligung von Homo-, Bisexuellen und Transgender, ethnischen Minderheiten sowie Behinderten untersagte. Er nominierte – zu einer Zeit, als dies ungewöhnlich war – offen schwule Kandidaten auf der Wahlliste seiner Partei und setzte sich für einen homosexuellen Kandidaten ein, der von der Wahlkommission ausgeschlossen worden war. Die Öffnung der Ehe für gleichgeschlechtliche Paare werde er „in Erwägung ziehen“.
Duterte gilt als ein guter Freund des wieder einflussreichen Marcos-Clans. Er versprach in seinem Wahlkampf, den einstigen Gewaltherrscher Ferdinand Marcos auf dem Heldenfriedhof beisetzen zu lassen. Das Heldenbegräbnis für Marcos ist eine lange anhaltend und erbittert geführte Kontroverse auf den Philippinen.

## Präsidentschaftswahl

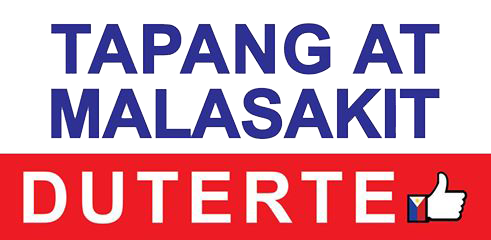
Logo zur Präsidentschaftswahl und Kandidatur von Rodrigo Duterte und Alan Peter Cayetano

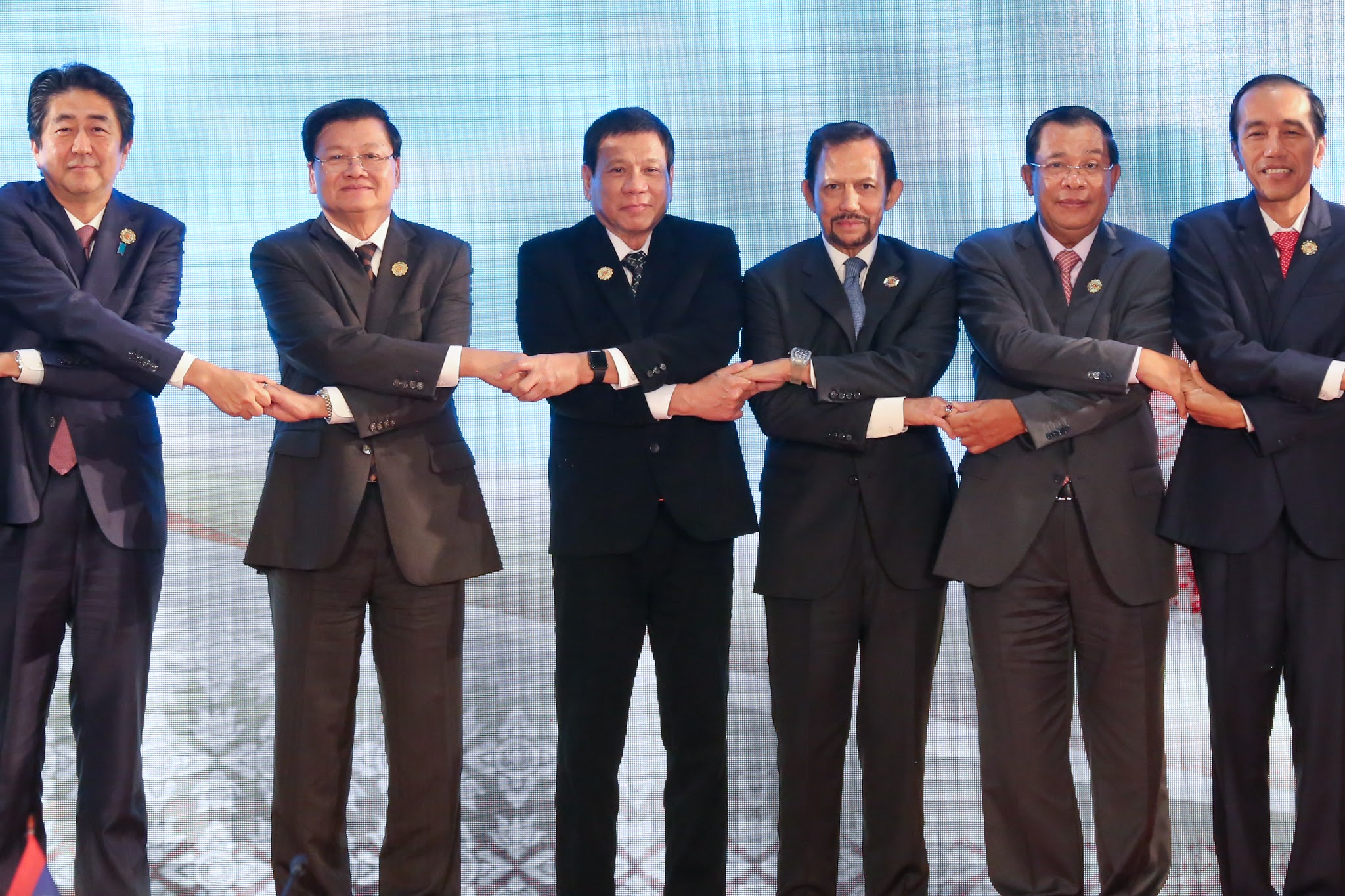
Duterte (3. von links) beim Gipfeltreffen der Südostasiatischen Nationen (ASEAN) in Vientiane, Laos, 7. September 2016

Im Jahr 2015 bestätigte Duterte öffentlich seine Verbindungen zu den illegalen Todesschwadronen in Davao und kündigte zugleich an, bis zu 100.000 Kriminelle zu töten, sollte er als Präsident gewählt werden. Die Wiedereinführung der 2006 abgeschafften Todesstrafe hält er für ein effektives Mittel zur Kriminalitätsbekämpfung. Duterte tritt für eine Föderalisierung der Philippinen, also die Übertragung von Kompetenzen der Zentralregierung auf regionale Einheiten, ein. So ließen sich Duterte zufolge Korruption, Kriminalität und der Bangsamoro-Konflikt besser lösen. Zu seinen Wahlversprechen gehörte es, innerhalb von zwei Jahren seiner Präsidentschaft eine verfassunggebende Versammlung einzuberufen. Auch kündigte er an, im Fall seiner Wahl den Kongress auflösen und eine „Revolutionsregierung“ ernennen zu wollen; alle Beamten und Offiziere sollten ihren Rücktritt anbieten, damit er sie durch fähigere ersetzen könnte. Im November 2015 erklärte Duterte förmlich seine Präsidentschaftskandidatur und benannte den Senator Alan Peter Cayetano, ein Mitglied der Nacionalista Party, der aber als Unabhängiger antrat, als seinen Running Mate.
Er ist für in der Öffentlichkeit geäußerte „Scherze“ bekannt, die von Beobachtern als „schnoddrig“, geschmacklos oder vulgär beschrieben werden. So bezeichnete er als Bürgermeister im November 2015 Papst Franziskus als „Hurensohn“, weil dieser bei seinem Besuch in Manila Verkehrsbehinderungen verursacht habe; er erklärte später, dass er den Papst nicht habe angreifen wollen, lehnte es aber ab, sich zu entschuldigen. Mit Bezug auf die Gruppenvergewaltigung und Ermordung einer australischen Missionarin in Davao City im Jahr 1989 sagte er bei einer Wahlkampfveranstaltung, dass das Opfer schön gewesen sei und er bedaure, als Bürgermeister nicht zuerst herangelassen worden zu sein. Als die Botschafter Australiens und der USA gegen diese Äußerungen protestierten, forderte Duterte sie auf, „den Mund [zu] halten“, und drohte, im Falle seiner Wahl die diplomatischen Beziehungen zu diesen Staaten abzubrechen. Zum Wahlkampfabschluss rief er seinen Anhängern zu: „Vergesst Gesetze und Menschenrechte!“ Wegen seiner ungewöhnlichen, scheinbar unüberlegten politischen Vorschläge und „pöbelnden“ Äußerungen wurde er in der deutschsprachigen Berichterstattung mit dem amerikanischen Präsidenten Donald Trump verglichen.
Duterte gewann die Präsidentschaftswahl mit 39 % und hatte einen großen Abstand vor dem zweitplatzierten Mar Roxas von den bislang regierenden Liberalen, der auf 23,5 % kam. Die Liberale Leni Robredo, die Roxas’ Running Mate war, wurde aber zur Vizepräsidentin gewählt (die Benennung der Running Mates ist in den Philippinen für die Wähler nicht bindend).

## Amtszeit als Präsident

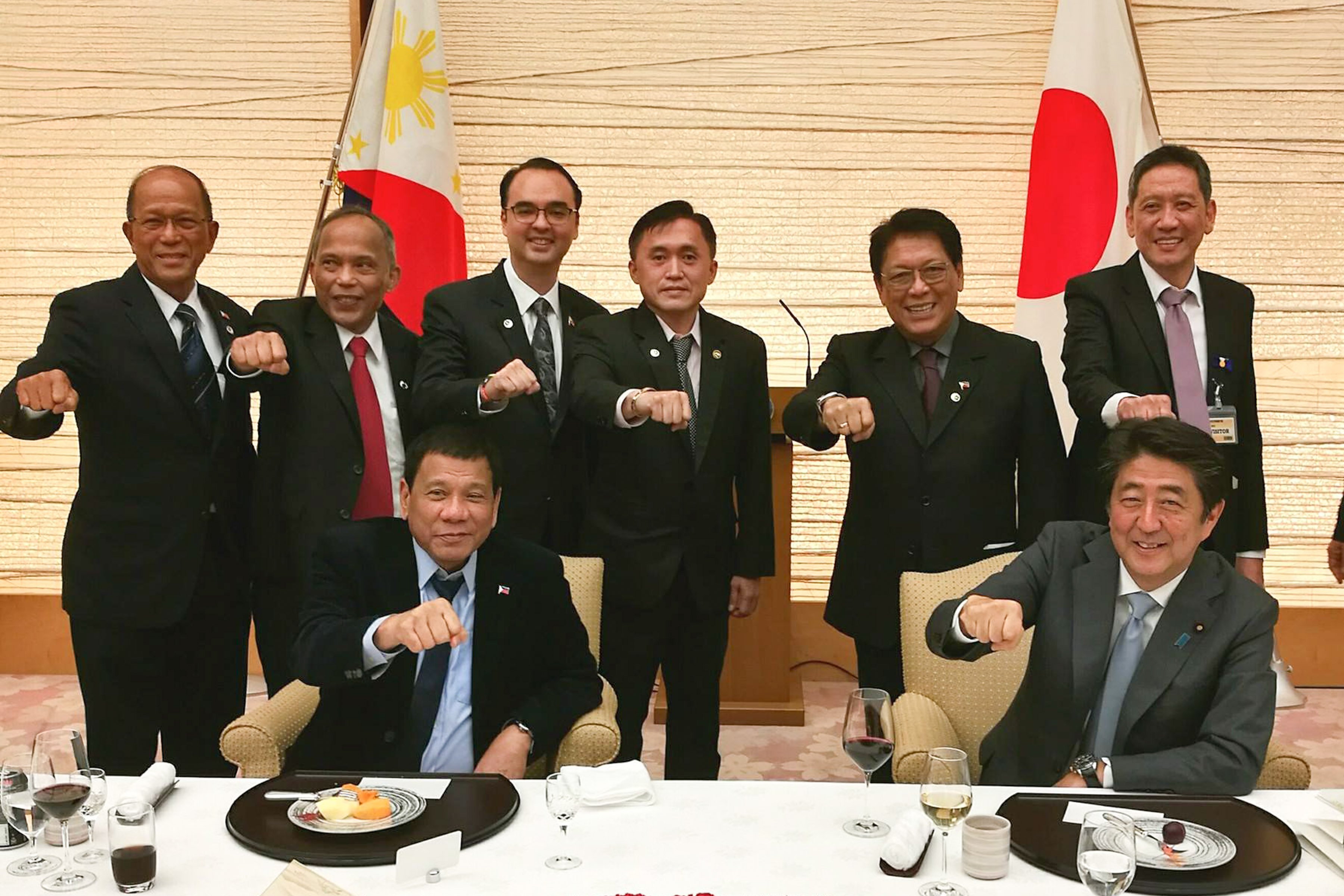
Duterte bei seinem Staatsbesuch in Japan mit Premierminister Shinzō Abe und Mitglieder seiner Delegation in der Kantei in Tokyo, Oktober 2016

Am 30. Juni 2016 wurde Duterte als Präsident vereidigt. Er ist der erste philippinische Präsident, der von der südlichen Insel Mindanao stammt.
Am Tag seines Amtsantritts hielt er in einem Slum in Manila eine öffentliche Rede, in der er zur Ermordung von Drogensüchtigen, Drogenhändlern und Kriminellen aufrief. (siehe Drogenkrieg auf den Philippinen). In den Monaten Juli und August wurden mehr als 2000 Drogendealer und Süchtige in den Philippinen getötet. Laut der philippinischen Polizei gab es allein im Juli 402 Tote bei Razzien sowie rund 5.500 Verhaftungen. Etwa 600.000 Menschen hätten sich selbst gestellt. Erschießungen wurden teils von Polizei und Militär vorgenommen, die den Befehl hatten, keine Warnschüsse abzugeben, sondern sofort zu töten (extralegale Hinrichtung), teils aber auch von unbekannten Schützen (Selbstjustiz), die nicht den Sicherheitskräften angehören (sogenannte Todesschwadronen). Nach Einschätzung von Menschenrechtlern sind die meisten Getöteten kleine Dealer; die „großen Fische“ würden dagegen verschont. Für die Tötungen wurde niemand zur Rechenschaft gezogen.
Die internationale Gemeinschaft reagierte hilflos; der damalige Generalsekretär der Vereinten Nationen Ban Ki-moon verurteilte bereits zwei Wochen nach Dutertes Amtsantritt dessen „War on Drugs“; die außergerichtlichen Tötungen seien illegal und ein Bruch mit Grundrechten. Duterte betonte, er werde mit dem Feldzug nicht aufhören, bis der letzte Drogenboss und der letzte Dealer sich gestellt habe und hinter Gittern sei. Daraufhin forderten über 200 NGOs in einem gemeinsamen Statement die UN und das Internationale Suchtstoffkontrollrat (INCB) auf, die Philippinen dazu zu bringen, sich wieder an völkerrechtliche Standards zu halten. US-Präsident Barack Obama sagte ein geplantes Treffen mit Duterte am Rande des G-20-Gipfels in Hangzhou ab, nachdem er von Duterte beleidigt worden war. In einer sonst auf Englisch gehaltenen Rede, in der er sich via Fernsehen an Obama wandte, hatte er diesen auf Tagalog mit putang ina mo (deutsch: deine Mutter ist eine Hure) angesprochen.
In einer Rede in Davao City am 30. September 2016 machte Duterte die medial vielbeachtete Aussage, so wie Adolf Hitler im Holocaust drei Millionen Juden ermordet habe (richtigerweise: sechs Millionen), würde er gerne die drei Millionen Drogenabhängigen der Philippinen töten. Nach Protesten äußerte Duterte Bedauern für den Vergleich mit dem Holocaust. Der philippinischen Polizei zufolge kamen seit Dutertes Amtsantritt bis zum Juli 2021 bei sogenannten Antidrogeneinsätzen mindestens 7000 Menschen ums Leben. Laut Menschenrechtsgruppen gibt es eine Dunkelziffer, die wesentlich höher sei. Beobachtern zufolge wurden bei jenen Polizeieinsätzen auch außergerichtliche Exekutionen durchgeführt.
Duterte war unter den ersten ausländischen Staatsrepräsentanten, die der neue US-Präsident Donald Trump Ende April 2017 nach einem „sehr freundschaftlichen Telefonat“ (im Zusammenhang mit der Raketen-Krise zwischen den USA und Nordkorea 2017) zu sich einlud.
Im März 2018 kündigte Duterte an, wegen „unverschämter Angriffe“ des Internationalen Strafgerichtshofes auf seine Person, die Ratifizierung des Römischen Statuts „mit sofortiger Wirkung“ zurückzuziehen. Das Römische Statut ist die Rechtsgrundlage des 2002 gegründeten Strafgerichtshofs (IStGH). Zum 18. März 2019, ein Jahr nach der Ankündigung, tritt das Ende der Mitgliedschaft in Kraft. Einen Monat zuvor hatte Chefanklägerin Fatou Bensouda in Den Haag Vorermittlungen gegen Präsident Duterte eingeleitet, wegen mutmaßlicher Verbrechen gegen die Menschlichkeit im sogenannten Drogenkrieg.
Während der COVID-19-Pandemie forderte Duterte die philippinischen Polizeien in einer öffentlichen Stellungnahme im April 2020 auf, Personen zu erschießen, die den ausgesprochenen Ausgangsbeschränkungen im Land nicht Folge leisten. Hunderte Menschen wurden in überfüllte Zellen oder Hundekäfige eingesperrt. Zudem rief Duterte für drei Monate den Notstand aus und sicherte sich Sonderrechte, die willkürliche Festnahmen ermöglichen.

## Angekündigte Kandidatur bei der Präsidentschaftswahl 2022 und anschließender Rückzug
Die philippinische Verfassung verbietet eine zweite Amtszeit eines Präsidenten. Am 24. August 2021 wurde Duterte von seiner Partei als Vizepräsidentenkandidat zur Präsidentschaftswahl 2022 nominiert. Es kamen Vermutungen auf, dass sich Duterte einen schwachen Präsidentschaftskandidaten wählen und damit gewissermaßen das Land vom Beifahrersitz aus regieren wolle. Der Wunschkandidat und langjährige politische Verbündete Dutertes, Senator Christopher „Bong“ Go, lehnte allerdings ab. Im Gespräch war auch Dutertes Tochter Sara Duterte-Carpio. Am 2. Oktober 2021 zog Duterte überraschend zurück. Er wolle weder als Präsident noch als Vizepräsident kandidieren, da dies „eine Umgehung des Gesetzes, des Geistes der Verfassung“ wäre. Anschließend kündigte er erneut die Unterstützung Christopher Gos an, der am selben Tag seine Kandidatur als Vizepräsident einreichte.

## Strafverfahren vor dem IStGH
Am 11. März 2025 wurde Duterte in Manila aufgrund eines internationalen Haftbefehls im Rahmen der seit 2018 laufenden Ermittlungen des Internationalen Strafgerichtshofes (IStGH) gegen ihn von den philippinischen Behörden festgenommen. Er wurde unverzüglich nach Den Haag gebracht, wo er sich einem Verfahren von dem IStGH stellen soll. Während des laufenden Strafverfahrens wurde er in Abwesenheit zum achten Mal zum Bürgermeister von Davao City gewählt.

## Privatleben, Familie und religiöse Ansichten
Rodrigo Duterte war von 1973 bis 2000 mit Elizabeth Zimmerman, die deutsch-amerikanische Vorfahren hatte, verheiratet. Die Ehe wurde auf Antrag Zimmermans annulliert. Mit ihr hat er die drei gemeinsamen Kinder Paolo, Sara und Sebastian. 2001 kandidierte Zimmerman gegen Duterte um das Bürgermeisteramt in Davao City, unterlag aber. Mit seiner jetzigen Lebensgefährtin Honeylet Avanceña hat Duterte eine Tochter namens Veronica, die 2004 in Los Angeles geboren wurde und daher die US-amerikanische Staatsbürgerschaft besitzt.
Duterte wurde katholisch erzogen, ist aber kein regelmäßiger Kirchgänger. Sein Sohn Paolo ist mit einer Muslima verheiratet und konvertierte zum Islam, weshalb vier der acht Enkel Dutertes als Muslime aufwachsen. 2018 und 2019 zogen abwertende Kommentare Dutertes zum christlichen Glauben internationale Aufmerksamkeit auf sich. Apollo Quiboloy, Anführer einer auf den Philippinen beheimateten restorativen Kirche, war sein „spiritueller Führer“.
Duterte nimmt regelmäßig das Schmerzmittel Fentanyl ein. Im Volksmund wird Duterte auch Digong (eine Kontraktion von Rodrigo) genannt.